# Пробоєм
Пробоєм — українське видавництво і часопис у Празі.
Засновник та головний редактор Степан Росоха почав видавати часопис як орган підкарпатської поступової молоді під назвою «Пробоєм». Він виходив у 1934—1944 і був неофіційний друкований орган Краєвої Екзекутиви ОУН Закарпаття, а з 1940 року — ОУН (м).
На його сторінках друкувалися члени закордонного проводу ОУН Орест Чемеринський, Ярослав Стецько, Дмитро Андрієвський, Микола Сціборський, Євген Онацький, Володимир Мартинець та інші. Редактором був Степан Росоха, пізніше — Федір Гайович та Андрій Гарасевич.
Видавництво «Пробоєм» видавало праці з історії національно-визвольних змагань в Україні, наприклад праці Ісаака Мазепи «Україна в огні й бурі революції» в 3-х томах (1942—1943).